# معركة بني هاجر
وقعة بني هاجر سنة 1210هـ هي معركة وقعت في منطقة تُربة قرب وادي الشريف، قادها محمد بن معقل أحد أمراء شقراء ضد جماعة من قبيلة بني هاجر، وذلك ضمن حملة استرداد وردع بتكليف من روكان 

## خلفية معركة
وفقًا لما أورده المؤرخ ابن بشر، فقد قام روكان عبدالعزيز بإرسال محمد بن معقل أمير شقراء ضمن جيش هدفه دعم ابن قرملة وردع جماعة بني هاجر بعد تحركاتهم في المنطقة. 

## انظر إلى المصادر
1. فائز بن موسى البدراني الحربي، من أخبار القبائل في نجد خلال الفترة من 850 - 1300 هـ (1445 - 1883م)، الجزء الثاني، الطبعة الثالثة، دار البدراني للنشر والتوزيع، الرياض، صـ 184.
2. ابن بشر، عثمان بن عبدالله، عنوان المجد في تاريخ نجد، جـ2، صـ 213–214، تحقيق الدكتور عبدالرحمن بن عبداللطيف آل الشيخ.
3. تاريخ الشيخ حسين بن غنام – ذكرت أحداث هذه الوقعة بشكل غير مباشر ضمن أخبار عام 1210هـ.[3]